# Pseudopostega monosperma
Pseudopostega monosperma là một loài bướm đêm thuộc họ Opostegidae. Nó được Edward Meyrick miêu tả năm 1931. Nó được tìm thấy ở Bahia, Brasil.
Chiều dài cánh trước khoảng 3.6 mm.